# Battaglia di Settepozzi
La battaglia di Settepozzi fu combattuta nella prima metà del 1263 al largo dell'isola greca di Settepozzi tra la flotta genovese - bizantina e la flotta veneziana.
In seguito al Trattato di Ninfeo nel 1261 Genova e i Bizantini si allearono contro Venezia. Bisogna aggiungere che la Repubblica di Genova era già impegnata nella guerra di San Saba contro Venezia dal 1256.
Nel 1263, una flotta genovese di 48 navi mentre stava navigando verso la roccaforte bizantina di Malvasia, incontrò una flotta veneziana di 32 navi.
I genovesi decisero di attaccare, ma i Veneziani seppur in inferiorità numerica riuscirono ad avere la meglio catturando quattro navi.
Le numerose vittorie veneziane convinsero i Bizantini a prendere le distanze dalla loro alleanza con Genova e firmare un patto di non aggressione di cinque anni nel 1268. Dopo Settepozzi, i genovesi evitarono il confronto con la marina veneziana, concentrandosi invece su atti di pirateria nei confronti dei convogli commerciali (le mude). I Veneziani vinsero un'altra battaglia navale nelle acque della città di Trapani nel 1266.

## Preludio
Michele VIII Paleologo divenne sovrano dell'Impero greco bizantino di Nicea ma in realtà ambiva a diventare imperatore dell'Impero Romano di Oriente. Dopo la quarta crociata Costantinopoli era stata saccheggiata e venne istituita la sede dell'Impero latino. Tale Impero latino era uno stato fantoccio tenuto in piedi dalla Repubblica di Venezia. L'impero di Nice tentò due assalti a Costantinopoli nel 1235 e 1260 che furono vani. Considerate le forze in campo il Paleologo si rese conto che solamente la Repubblica di Genova poteva contrastare la potenza navale della Repubblica di Venezia.
Genova era la principale rivale commerciale di Venezia ed era stata esclusa dai profittevoli mercati orientali in seguito alla quarta crociata. Per tale motivo era in guerra dal 1256 nella guerra di San Saba.
Il Capitano del popolo autocratico, Guglielmo Boccanegra, inviò un'ambasciata a Paleologo offrendo un'alleanza siglata nel Trattato di Ninfeo, del 13 marzo 1261. Tale trattato obbligava Genova a fornire una flotta di 50 navi (a spese dell'Imperatore) in cambio di condizioni commerciali molto vantaggiose per i Genovesi. Inoltre nel caso di vittoria i Genovesi sarebbero stati partner commerciali privilegiati a scapito dei Veneziani.
Dopo 2 settimane la firma del trattato il generale di Nicea Alessio Strategopoulo entrò a Costantinopoli senza l'assistenza navale genovese. Tuttavia, Michele VIII rispettava i termini del Trattato di Ninfeo, poiché la forza navale genovese era ancora necessaria per affrontare un eventuale contrattacco veneziano. Nel frattempo una flotta bizantina veniva lentamente costruita.

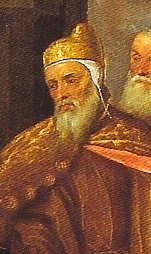
Doge di Venezia Renier Zen

I Genovesi dal canto loro beneficiavano dei soldi dell'Imperatore approfittandone per aumentare la propria flotta.
Per un anno (dopo la riconquista di Costantinopoli)  sia Venezia sia Genova rimasero guardinghe nel Mar Egeo. Venezia esitò a confrontarsi con la flotta genovese che era numericamente superiore.
Nel frattempo il potere a Genova subì un tumulto interno con il rovesciamento del Capitano del Popolo Guglielmo Boccanegra e l'assunzione del potere da parte di una oligarchia atta a rappresentare le famiglie nobili della città.
Nell'estate del 1262, i Veneziani guidati dal Doge Renier Zen costruirono una flotta di 37 galee che si spinse nell'Egeo. Nei pressi di Salonicco si trovarono di fronte alla flotta genovese composta da 60 navi comandata da Ottone Vento.
Nonostante le provocazioni dei Veneziani i Genovesi preferirono cambiare rotta.
Nel frattempo la flotta di Negroponte, alleata di Venezia attaccò i Genovesi e i Bizantini nel Mar di Marmara ma furono sconfitti.
Sul fronte terrestre scoppiò la guerra tra i Bizantini e il Principato di Acaia nel Peloponneso (Morea). I Bizantini vennero sconfitti a Prinitza e Makryplagi.

## Battaglia
Dopo vari inseguimenti all'inizio del 1263, una flotta genovese di 38 galee e 10 saette con a bordo circa 6 000 uomini e comandata da quattro ammiragli, stava navigando verso la fortezza bizantina e base navale di Malvasia nella Morea sud-orientale.
Di fronte all'isola di Settepozzi si trovarono davanti agli occhi la flotta della Repubblica di Venezia composta da 32 galere al comando di Giacomo Dondulo, in direzione di Negroponte.
Vi sono varie versioni su come sia avvenuta la battaglia. Secondo gli Annali del Caffaro al momento dell'attacco solo quattordici navi genovesi guidate dai Pietro Avvocato e Lanfranco Spinola, avanzarono, mentre il resto della flotta si fermò e fuggì improvvisamente. Invece secondo il cronista veneziano Martino Canal riporta che le navi veneziane attaccarono per prime cogliendo di sorpresa i Genovesi che erano schierati in 4 ranghi di 10 navi ciascune. Inoltre aggiunge che i Veneziani riuscirono a prendere possesso delle navi ammiraglie genovesi, dopodiché una volta catturate e prese le loro bandiere gli altri due ammiragli fuggirono.

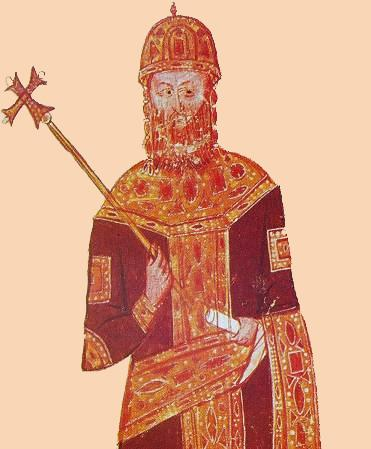
L'imperatore Michele VIII Paleologo

La battaglia si concluse con una netta vittoria veneziana i quali catturarono quattro navi genovesi (di cui due navi ammiraglie). L'ammiraglio genovese Avvocato perì in battaglia.
Canal indica che le perdite genovesi ammontavano a 1 000 uomini (600 morti o feriti e 400 catturati), rispetto ai 20 morti e 400 feriti dei Veneziani.
Il doge veneziano Andrea Dandolo nella sua "Cronaca" afferma che tale battaglia fu svolta alla fine del decimo anno del regno del doge Renier Zen, cioè alla fine del 1262 o nel gennaio 1263, mentre gli Annali del Caffaro la registrarono semplicemente sotto l'anno 1263.

## Conseguenze

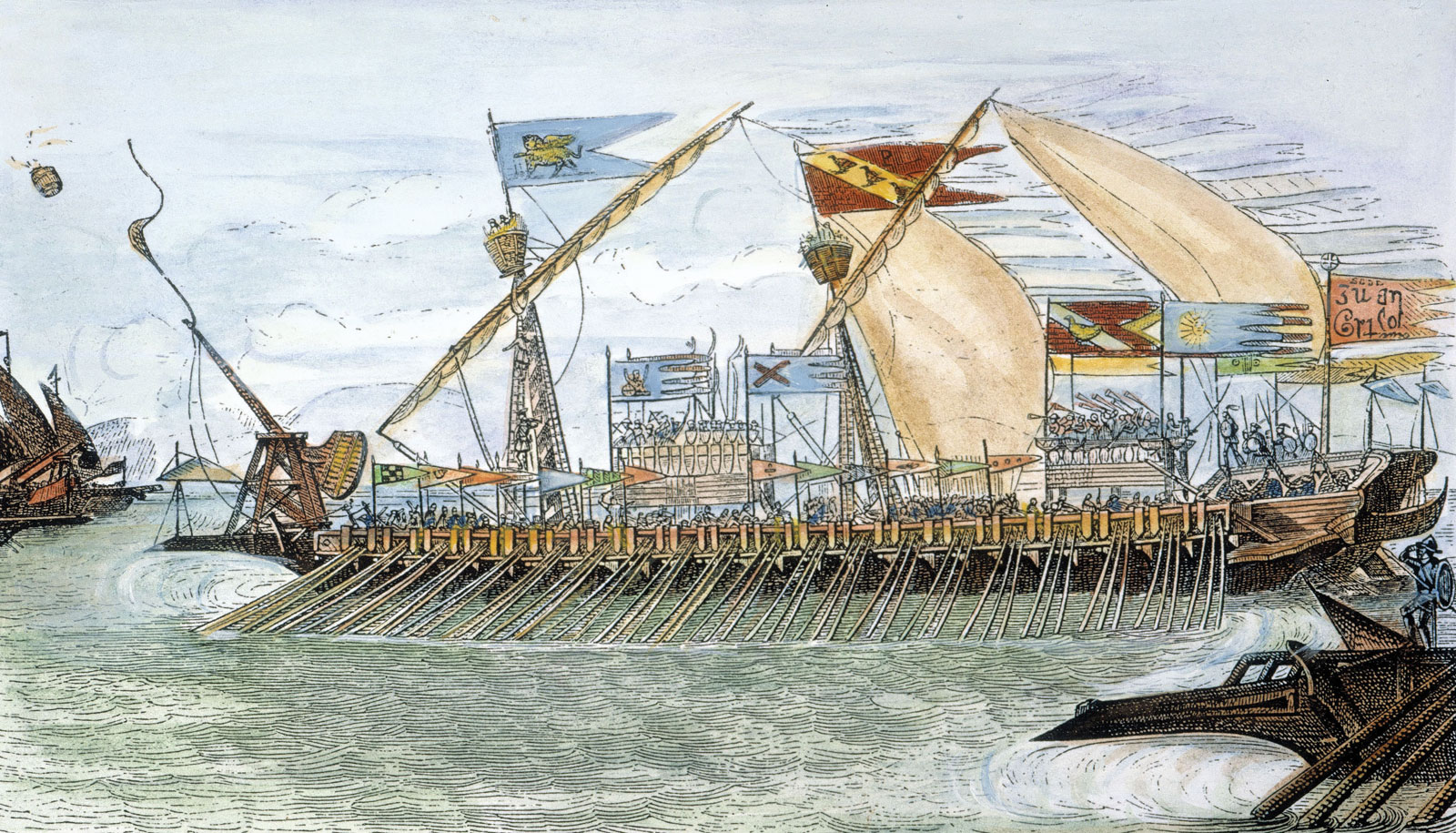
Una galera veneziana del XIII secolo (rappresentazione del XIX secolo)

In seguito alla disfatta i Genovesi istituirono una corte di inchiesta sulla battaglia e condannarono i sopravvissuti ammiragli, consiglieri e piloti all'esilio "per i loro eccessi … e malfattori nelle aree della Romania (vale a dire, l'Oriente bizantino)".
Riconosciuta la superiorità navale della Serenissima i Genovesi evitarono gli scontri diretti con la flotta nemica e si impegnarono in atti di pirateria contro i convogli mercantili veneziani, ottenendo un successo nel 1264 nella battaglia di Saseno. Qualche anno dopo, nel 1266, l'intera flotta genovese di 27 galere fu sconfitta e catturata dai Veneziani nella battaglia di Trapani. La guerra tra le due potenze navali durò fino al 1270, quando il Papa e il re Luigi IX di Francia convinsero entrambi a firmare la pace di Cremona.
L'imperatore Michele VIII iniziò a riconsiderare l'alleanza con Genova, che era molto costosa senza avere nulla in cambio. L'Imperatore aveva già mostrato segni di impazienza con i suoi alleati, ma ora rendeva pubblica la sua frustrazione. Dopo la battaglia di Settepozzi, Michele VIII licenziò sessanta navi genovesi dai suoi servigi. Le navi genovesi furono però presto riassunte dall'imperatore il quale incominciò a pagare con ritardi vari gli equipaggi.
La definitiva spaccatura bizantina-genovese culminò nel 1264 quando il podestà genovese fu implicato in un complotto per consegnare Costantinopoli al re svevo Manfredi di Sicilia, per cui l'imperatore espulse i Genovesi dalla città.
Michele VIII firmò un trattato con i Veneziani il 18 giugno 1265, ma non fu ratificato dal doge Renier Zen. Successivamente di fronte alla minaccia di Carlo d'Angiò nel 1266, Michele VIII fu costretto a rinnovare la sua alleanza con Genova, ma mantenne anche ottimi rapporti con Venezia, firmando un patto di non aggressione di cinque anni nel giugno 1268.